# Espuri Furi Camil
Espuri Furi Camil (en llatí Spurius Furi Camillus), va ser un magistrat romà. Formava part de la branca dels Camil, que pertanyien a la gens Fúria.
Era fill de Marc Furi Camil, un dels magistrats més importants de la República romana. Va ser un dels dos primers pretors nomenats quan es va crear aquesta magistratura l'any 367 aC.